# GKS Katowice (hockey sur glace)
Pour le club de football, voir GKS Katowice (football).
Le GKS Katowice (Górniczy Klub Sportowy Katowice — Club sportif des mines de Katowice) est un club de hockey sur glace de Katowice dans la voïvodie de Silésie en Pologne. Il évolue en Polska Hokej Liga.

## Historique

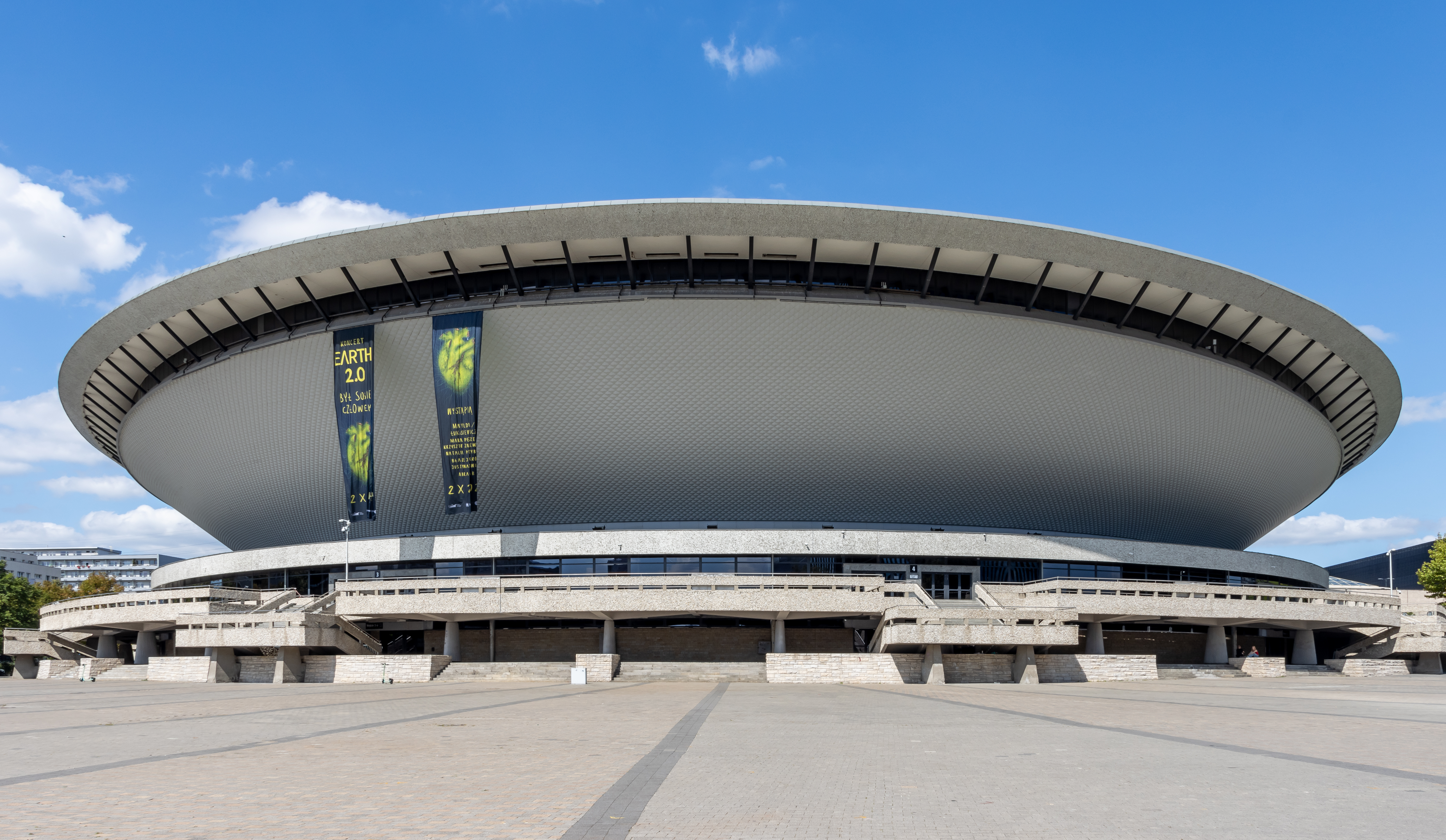
Spodek.

Le club est créé en 1920. Il a remporté le Championnat de Pologne à huit reprises.
Entre 1965 et 1968, l'équipe est entraînée par l'ancien joueur international tchécoslovaque Stanislav Konopásek.

## Palmarès
- Vainqueur du Championnat de Pologne : 1958, 1960, 1962, 1965, 1968, 1970, 2022, 2023.
- Vainqueur de la Coupe de Pologne : 1970.